# Bekim Çollaku
 (octobre 2015).
Bekim Çollaku est un homme politique kosovar.